# Ексесивізм
Ексесивізм (Excessivism) - новий глобальний рух в сфері мистецтва, як правило, виступає з критикою суспільства споживання. У руху є засновник - Галуст Гудель, кілька ранніх послідовників і маніфест: « Ініціатива Ексесивізма рефлексує над капіталістичною системою, де завжди присутній надлишок; єдиною метою капіталістичної системи є прибуток, вона відноситься до людини і навколишньому середовищу тільки як до засобу. [Архівовано 4 грудня 2020 у Wayback Machine.] Розтрачання природних ресурсів тільки збільшується, в той час як мільйони голодують, перебувають на межі виживання, інші насолоджуються розкішшю ... ». [Архівовано 4 грудня 2020 у Wayback Machine.]  Ексесивізм, як нова форма вираження, створює важливе суспільно-політичне послання; можливо, з ним ми отримали наступний великий рух. Експериментуючи з матеріалами і технологіями, Ексесивізм використовує поняття абстракції, щоб висловити обидві сторони: привабливість і абсурдність грошей, які керують життям.

## Історія
Засновник руху - Галуст Гудель спочатку представив рух на своїй виставці «Надлишки - нова норма» на арт-сцені в листопаді 2014года в галереї Red Pipe в рамках персональної виставки. [Архівовано 24 листопада 2016 у Wayback Machine.] Пізно [Архівовано 24 листопада 2016 у Wayback Machine.]  її в 2015 році відбулася виставка «Excessivist Initiative» в Лос-Анджелесі, в галереї Брюер Арт Уолк [Архівовано 24 листопада 2016 у Wayback Machine.], маніфест Ексесивізма був опублікований в щотижневій газеті Downtown News у вересні 2015 року. Ідея руху була продумана в студії засновника на основі його особистих суджень і його відносини як споживача з капіталістичним світом. На виставці були представлені роботи 21 художника:  [Архівовано 4 грудня 2020 у Wayback Machine.] Бретт Бейкер, Крістоф Баудсон, Ендрю Дедсон, Ян Девенпорт, Джон Еттер, Галуст, Дон Харджер, Чжу Джінші, Фабіан Маркешо, Роксі Пейн, Скотт Ріхтер, Самвел Сагателян, Елізабет Шеппел, Майкл Тоінгс, Майкл Вільярреал, Данхам В. О., Каллен Вашингтон мл., Бріджит Уотсон, Леслі Уейн, Ай Вейвей і Цадик Задікян. Всі вони досліджували і по-своєму висловили через візуальні форми мистецтва, такі як картини, скульптури та інсталяції ставлення суспільства до матеріальних цінностей, підкреслювали надмірно щедре використання ресурсів в сучасних умовах.

## Мистецтво Галустов гудів
Як засновник руху сучасного мистецтва Ексесивізма, Галуст Гудель спирається на свої принципи в критиці капіталістичного суспільства. Він прагне заново визначити фізичні і концептуальні межі живопису, втілює їх у органічних скульптурах, архітектурних елементах, інсталяціях. У своїй практиці Галуст Гудель використовує такі матеріали як скло, вініл, метал, акрил для створення об'ємних картин та інсталяцій, як ікон розкоші. Його творчість як ніби знаходиться між естетикою кітчу і поп-артом, і стає його власною зброєю проти суспільства. Галуст Гудель затвердив себе в якості художника, що реагує своїми творами на суспільно-політичні ситуації з сатирою.

## Погляди художників Ексесивізма
До напрямку Ексесивізма ідейно можна віднести безліч авторів і робіт, хоча в дійсності рух зародився тільки в 2015 році і включає в себе деяких художників, які добре нам відомі. Наприклад Ай Вейвей один з представників, що не викликає подиву, адже китайський художник часто підкреслює нерозсудливість капіталізму. Інші художники, такі як Каллен Вашингтон молодший, який зараз працює в Нью-Йорку з абстракціями, не з абстрактними об'єктами, він фіксує своє дослідне бачення світу і його діалог в процесі становлення, і Роксі Пейн висловлюють ідеї Ексесивізма через концептуальні мультимедійні колажі і великі інсталяції . У роботах послідовників можна знайти рясне використання фарб, як це було у Ендрю Дедсона, Бретта Бейкера, Елізабет Шеппел і Майкла Вільяреала. Їхні картини в основному побудовані товстими шарами фарби, підкреслюючи роль матеріалу в якості носія повідомлення Ексесивізма.